# 4. divisjon
La 4. divisjon è il quinto livello del campionato norvegese di calcio. Come nel resto del sistema calcistico locale, la stagione si svolge durante l'anno solare, precisamente da aprile ad ottobre.
I raggruppamenti sono stilati in base alla vicinanza geografica delle squadre partecipanti e sono divisi tra le contee norvegesi.
A seconda del numero di squadre partecipanti, ogni contea può essere divisa da uno a più raggruppamenti. Le squadre promosse finiscono in 3. divisjon, mentre le retrocesse in 5. divisjon.
Come in tutti i livelli del campionato fino alla 2. divisjon, in questo campionato posso militare le squadre riserve dei club facenti parte fino alla 2. divisjon, come previsto dai regolamenti.